# While Your Lips Are Still Red
"While Your Lips Are Still Red" é uma canção da banda finlandesa de metal sinfônico Nightwish, que foi lançada como quarta faixa do single "Amaranth" em 22 de agosto de 2007 pela Spinefarm Records. A canção foi escrita por Tuomas Holopainen e Marco Hietala para o filme finlandês Lieksa!, dirigido pelo renomado diretor Markku Pölönen. A canção também foi lançada posteriormente no EP Made in Hong Kong, de 2009.
A canção foi tocada em concertos ao vivo muitas vezes, enquanto o guitarrista Emppu Vuorinen e a vocalista Anette Olzon ficavam no backstage. Durante a Endless Forms Most Beautiful World Tour, Floor Jansen fez alguns vocais adicionais enquanto Troy Donockley realizou um solo de guitarra com uma EBow no lugar do proeminente som de violino da versão de estúdio.

## Vídeo musical
O vídeo musical oficial da canção contém clipes do filme Lieksa!, Marco cantando e Tuomas caminhando atrás dele. O vídeo foi lançado no YouTube em 14 de junho de 2007, e reupado em 26 de março de 2015 com uma qualidade superior.

## Créditos

### A banda
- Tuomas Holopainen – teclado, backing vocals
- Jukka Nevalainen – bateria, percussão
- Marco Hietala – baixo, vocais